# موسم حرائق الغابات الأسترالي 2017–18
موسم حرائق الغابات الأسترالي 2017-18 كان من المتوقع أن يكون موسم حرائق الغابات في صيف 2017-18 أعلى من المعدل الطبيعي لمخاطر حرائق الغابات مع ارتفاع مخاطر الحرائق في معظم المناطق الساحلية في شرق وجنوب أستراليا. وشهدت أستراليا أدفأ شتاء مسجل وتاسع شتاء على الإطلاق تاركة أحمال الوقود الجاف في معظم أنحاء جنوب أستراليا. كما أن الطقس الأكثر دفئًا المتوقع خلال فترة الصيف سيزيد من المخاطر أيضًا. كما كان من المتوقع أن تحدث حرائق الغابات في وقت مبكر، قبل نهاية الشتاء، وذلك نتيجة الشتاء الدافئ والجاف. شهدت كل من كوينزلاند وشمال شرق نيو ساوث ويلز أكثر أكتوبر أمطارًا منذ عام 1975 مما أدى إلى تقليل مخاطر حرائق الغابات.